# Sabarkantha
Le district de Sabarkantha (gujarati : સાબરકાંઠા જિલ્લો) est un district de l'état du Gujarat en Inde.

## Géographie
Le district a une population de 2 428 589 habitants pour une superficie de 7 394 km2.